# Édouard Valéry
Édouard Valéry   (La Coquilha, 29 de febrer de 1924 - Sarlat e La Canedat, 15 de setembre de 2010) fou membre de la resistència interior francesa.
El seu germà Henri també va ser resistent. El germà d'Edouard, Henri, va brillar en els vincles i el suport logístic dels maquis de la zona sud que va poder escapar de la Gestapo, des de Lió, i del seu líder Klaus Barbie, que havia arrestat Jean Moulin. va tornar a Corrèze després de l'alliberament. El 24 d’agost de 1944 va tenir lloc a Périgueux la desfilada de l’alliberament, en la qual va participar, amb molts altres combatents de la resistència, sobretot Yves Péron i Roger Ranoux dit Hercule. Périgueux s’havia alliberat sense haver tirat ni un sol tret. A l'Alliberament, Édouard Valéry era el cap de la primera oficina de l'estat major de les Forces Franceses de l'Interior (FFI) de la Dordonya amb el rang de comandant. Es va casar a Périgueux el 1945 amb Solange Sanfourche.